# Play with the Changes
Play with the Changes è il quinto album in studio del gruppo drum and bass inglese 4hero, pubblicato dalla Raw Canvas Records nel 2007.

## Tracce
1. Morning Child – 4:36
2. Take My Time – 4:07
3. Look Inside – 4:06
4. Sink or Swim (No Choice for Me) – 3:50
5. Give In – 4:52
6. Play with the Changes – 5:57
7. Something in the Way – 4:58
8. Stoke Up the Fire – 5:04
9. The Awakening – 4:45
10. Sophia – 3:53
11. Superwoman (Where Were You When I Needed You?) – 7:53
12. Why Don't You Talk? – 4:35
13. Bed of Roses – 4:06
14. Gonna Give It Up (Wanna Quit) – 2:45
15. Our Own Place – 4:09
16. Dedication to the Horse – 1:52

Durata totale: 71:28